# Kodály Zoltán Magyar Kórusiskola
A Kodály Zoltán Magyar Kórusiskola az EKIF által fenntartott, katolikus, 12 évfolyamos szakiskola Budapesten. 1988-ban alapította ifjabb Sapszon Ferenc Liszt Ferenc-díjas karnagy. Nevelésének szerves része a zene, amelyet Kodály Zoltán és a nyugat-európai katedrálisi kórusiskolák pedagógiájának mintájára vezettek a tantervbe.

## Története
1988-ban a Kodály-módszer alkalmazására hozta létre ifj. Sapszon Ferenc karnagy az intézményt. Kodály angliai mintára alapította meg a zenei általános iskolákat, ám azokban sem került kellően előtérbe a zene, ezért Sapszon igyekezett visszatérni Kodály elveihez. Korábbi munkahelyéről áthozta Iubilate nevű leánykórusát, amely mellé megszervezte az Exsultate, Gaudete, Laudate kórusokat. Az első években több ezer gyerek jelentkezett, ez igazolta az igényt az iskolatípusra. Újpalotán egy faépületben indult az első három osztály, következő évtől már 9 évfolyamban oktattak, méltatlan körülmények között. Az alsó tagozatot át kellett költöztetni a Bocskai utcai Általános Iskolába, a zeneiskolát pedig a Hartyán-közi Általános Iskola hasonló faépületébe. 1994-ben a fenntartó önkormányzat kibérelte a XIX. kerületi Vécsey utcai Általános Iskola üres épületét, és egy közeli faépületet. 1996-ban Sapszon megalapította a végzős diákok számára a Cantate vegyeskart, amellyel 2014. november 23-án bemutatták a Gável Gellért és Sapszon Ferenc által komponált Mise gitáron című kompozíciót. Ez volt az első nyilvános jele Sapszon könnyűzenei elköteleződésének. 2000-ben a Várhegy oldalában, a Toldy Ferenc utca 28–30. sz. alatt, a szintén költözködő Schulek Frigyes Építészeti Szakközépiskola tanműhelyeiben kapott végleges helyet az iskola, az épület felújítása 2006-tól tartott. 2000-ben a Linzben rendezett Kórus Olimpiáról négy olimpiai címet hoztak el az iskola kórusai. 2004-ben Németországban újabb nemzetközi versenyeket nyertek a kórusok. 2006-ban az iskola és Sapszon Ferenc megkapta a Magyar Örökség díjat. Az iskola zeneóvodát és zenebölcsődét is üzemeltet. 2012-ben ismét versenygyőzelem következett, a 28. Franz Schubert Kórusverseny (Bécs) nagydíját hozta el a Cantate kórus négy aranydiploma kíséretében, majd novemberben Budapesten is bemutatták a versenyanyagot.

## Képzések
Az általános iskolai képzés mellett az iskola egyben zeneiskola is. Mindenki tanul szolfézst, hangszeres zenét, részt vesz hangképzésen, kamaraéneklésen és természetesen a kórusok munkájában. Minden második szombat délelőtt kóruspróba van, havonta egy szombaton kirándulnak az osztályok. Választható nyelvek: angol, német, francia, latin. A kórusok a katedrálisi kórusiskolákra jellemző liturgikus szolgálatokon, illetve hangversenyeken, rádió- és tévéfelvételeken, külföldi turnékon vesznek részt. A kórusok számára nyáron kórustábort szerveznek.
A színvonalas közismereti és zeneoktatás, aktív zenei élet mellett lehetőség van mindennapos testmozgásra és gyógytestnevelésre, változatos kézműves tevékenységekre képzett szakemberek és művésztanárok vezetésével, szerveznek felkészítőket nyelvvizsgára, ECDL vizsgára, autóvezető-jogosítvány megszerzésére, ezen kívül van zeneóvoda és zenebölcsőde is.

## Igazgatók
Az iskola igazgatói:
- Késmárki Györgyné (1988–1989)
- Baranyi Károly (1989–1990)
- ifj. Sapszon Ferenc (1990–1991)
- Torvaji Lászlóné (1991–2006)
- Friedrich Attila (2006–)

Művészeti igazgatója máig ifj. Sapszon Ferenc.

## Kiadványok
A Kórusiskola kiadóként is közreműködik kórusai lemezeiben:
- Cantate Domino (1994)
- A Kodály Zoltán Magyar Kórusiskola 1989–1999 (1999)
- Linz 2000 (dupla CD, 2000)
- Cum Maria I (2002)
- Cum Maria II (2003)
- Cum Maria III (2004)
- Fel nagy örömre! (2008)
- A szeretetmű forrásánál (2009)